# Perhimpunan Pelajar Indonesia
Perhimpunan Pelajar Indonesia (PPI) ist eine Vereinigung indonesischer Studierender in aller Welt (USA: PERMIAS). In Deutschland ist PPI offiziell die Vereinigung Indonesischer Studenten (V.I.S.) e.V. oder Indonesian Students Union auf Englisch.
Es gibt PPI in fast allen Ländern, die Hochschulen haben. Die Vereinigung hat normalerweise gute Beziehungen mit der indonesischen Botschaft und den Hochschulen in den jeweiligen Städten. PPI organisiert Seminare, Veranstaltungen, und Sportturniere für indonesische Studenten, aber auch für ein offenes Publikum.